# ハーパーズ・マガジン
『ハーパーズ・マガジン』（Harper's Magazine）は、文学、政治、文化、金融、芸術の月刊誌。1850年6月にニューヨークで創刊され、アメリカ合衆国で2番目に古い継続的に発行されている月刊誌である（サイエンティフィック・アメリカンは、1921年まで月刊ではなかったが、最も古い）。ハーパーズ・マガジンは22の全米雑誌賞を受賞している。

## ギャラリー

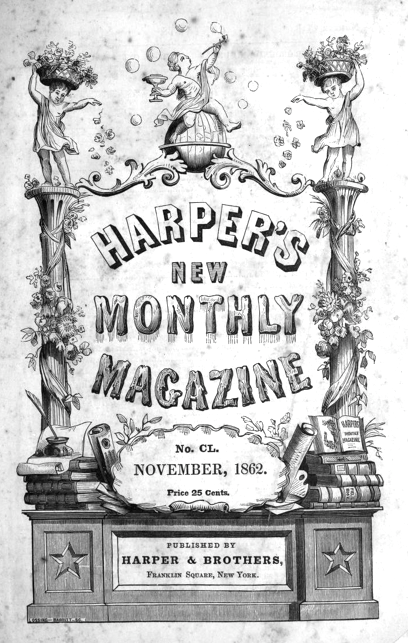
1862年の表紙
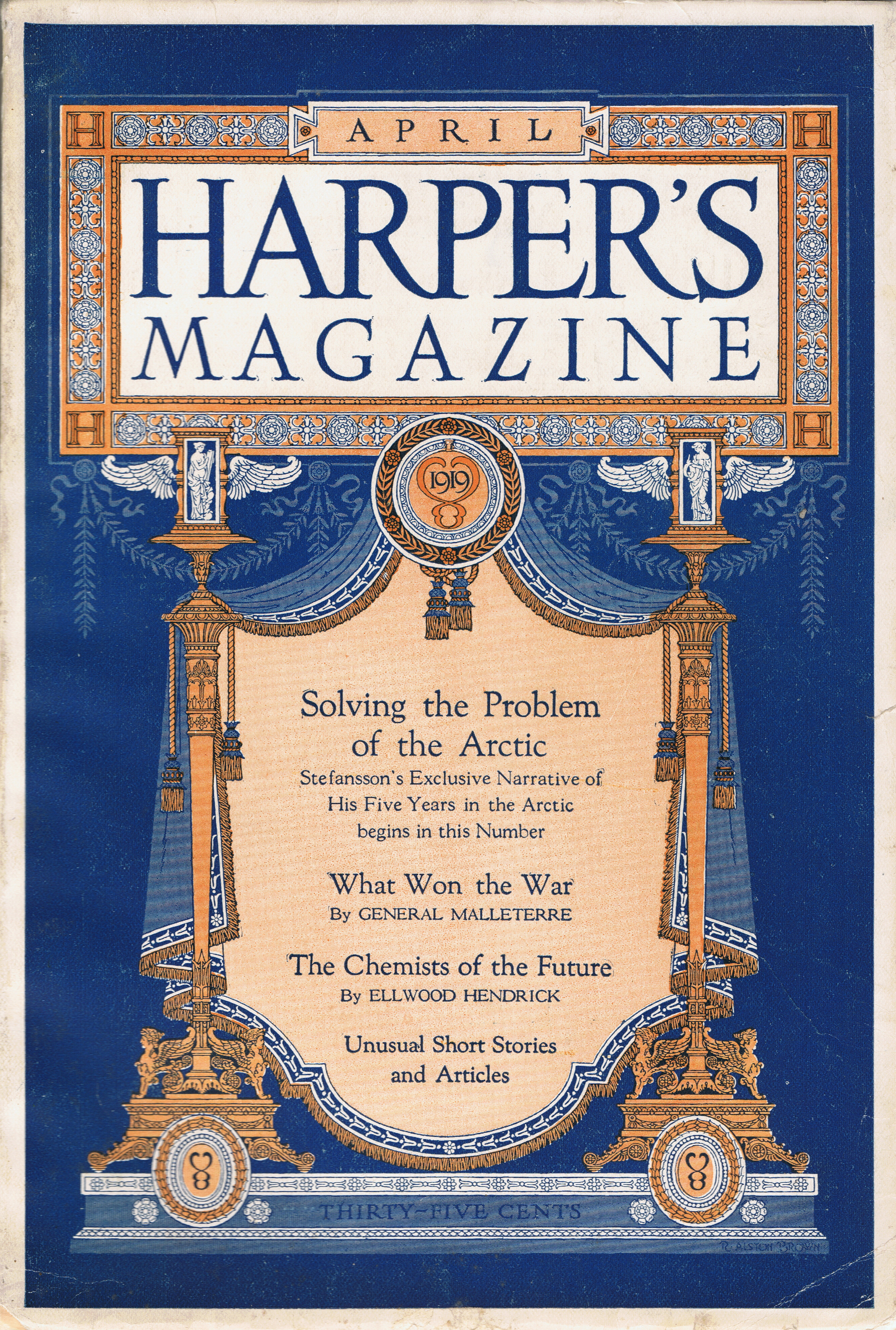
1919年4月号表紙
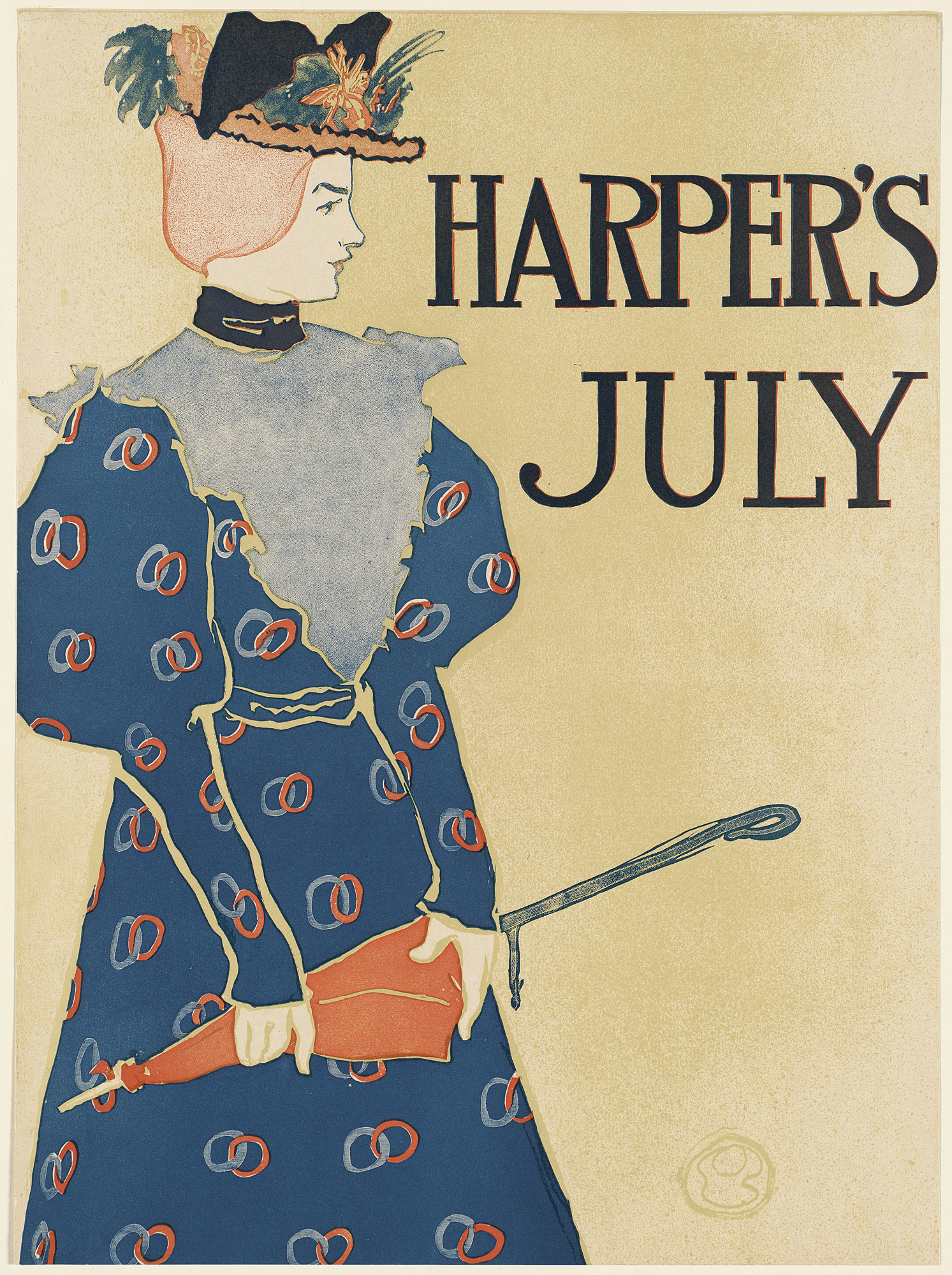
宣伝ポスター、エドワード・ペンフィールド作(1896)
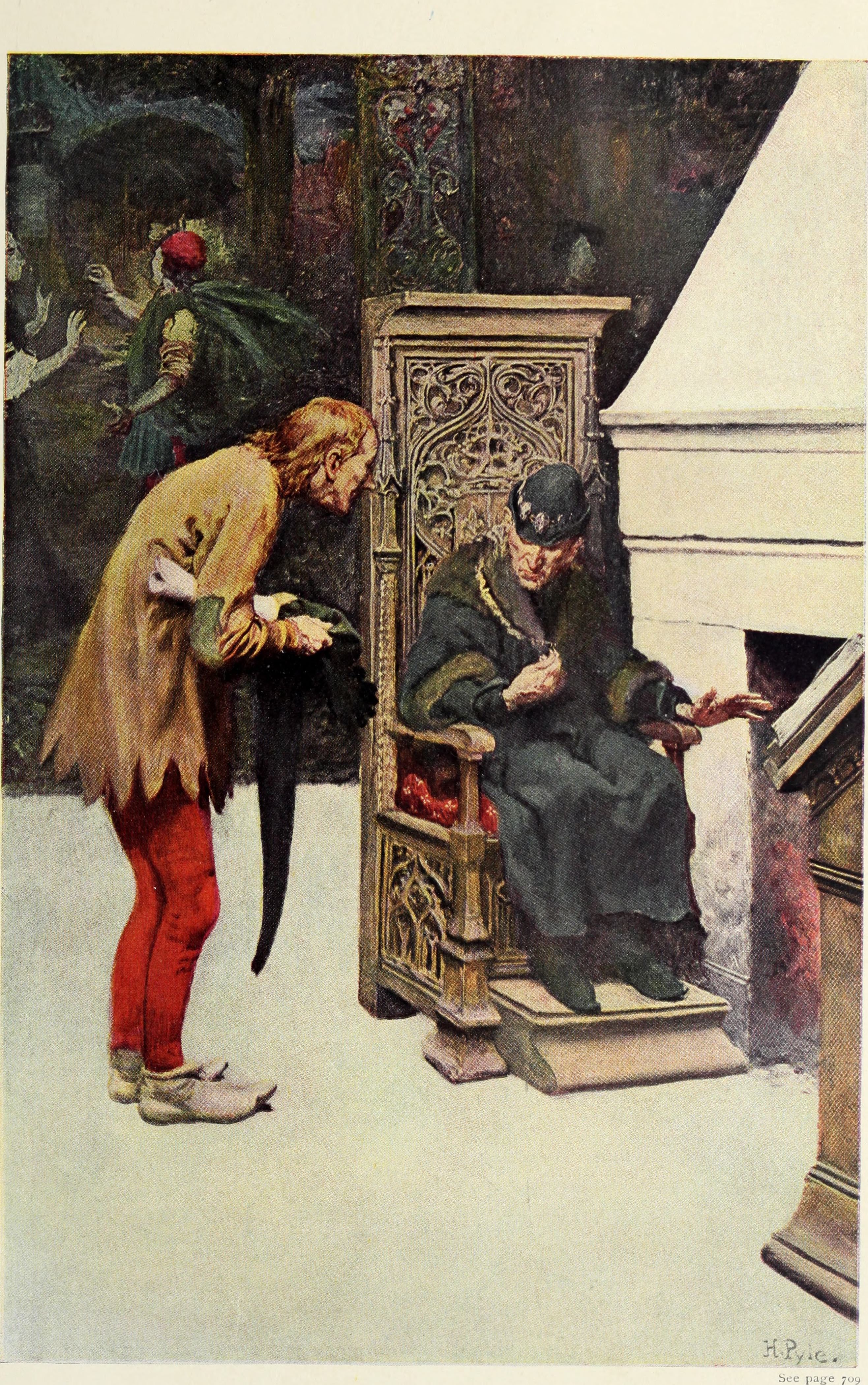
挿絵　ハワード・パイル作(1904)